# Silvestre Reyes
Silvestre "Silver" Reyes é representante do décimo sexto distrito congressional do Texas.